# Acriopsis emarginata
Acriopsis emarginata är en orkidéart som beskrevs av David Lloyd Jones och Mark Alwin Clements. Acriopsis emarginata ingår i släktet Acriopsis och familjen orkidéer. Inga underarter finns listade i Catalogue of Life.